# Articulación de campo
La articulación de campo es un estilo cognitivo, término utilizado en psicología. Es uno de los estilos más y mejor estudiados desde que fuera descubierto en los años 40 por H. Witkin y Solomon Asch. Estos autores estudiaban la orientación en los pilotos de aviación y encontraron que algunos necesitaban tomar como referencia el suelo para saber si se encontraban nivelados respecto de él; otros no necesitaban tal referencia.
Así, sugirieron que las personas se pueden clasificar según el grado en que son dependientes de la estructura del campo visual que las rodea.
Es importante no sólo en la orientación espacial, ya que también se ha estudiado cómo afecta al aprendizaje, la memoria, la solución de problemas, la conducta social, la identidad personal y la afectividad.
- Datos: Q5707014